# Carlo Mucari
Carlo Mucari, eigentlicher Name Carlo Mammucari, (* 22. November 1955 in Velletri, Latium) ist ein italienischer Schauspieler.

## Leben
Mucari wurde als Carlo Mammucari in Velletri, einer italienischen Mittelstadt in den Albaner Bergen, etwa 40 km südlich von Rom, geboren. Auf Betreiben der RAI verkürzte er zur besseren Vermarktung seinen Namen auf Mucari. Auch verwendete er die anglizierte Namensform Charles Mucary.
Mucari spielte Anfang der 1980er Jahre zunächst hauptsächlich in Fernsehproduktionen, ab Mitte der 1980er Jahre und in den 1990er Jahren schwerpunktmäßig für das Kino. Im Verlaufe seiner Karriere übernahm er Rollen in den unterschiedlichsten Film-Genres. Seine Auftritte beinhalten Historienfilme, Kriegs- und Abenteuerfilme, Kriminalfilme und reichen bis zum Erotikfilm und Softsex-Porno.
Als seinen ersten Filmauftritt führt die Filmdatenbank IMDb den Sexploitationsfilm Peccato originale aus dem Jahr 1981, in der Mucari neben Philippe Leroy und Martine Brochard zu sehen war; Regie führte Mario Sabatini. 1983 spielte Mucari in dem Film Favoriti e vincenti. Der Film wurde in Venedig uraufgeführt, wurde jedoch später aus dem Verkehr genommen. Er gilt mittlerweile als verschollen (sog. „film invisibile“). In der italienischen, in Almería gedrehten Fernsehproduktion Tex und das Geheimnis der Todesgrotten (1985), die auch im Kino gezeigt wurde, spielte Mucari den jungen Navajo-Indianer Tiger Jack, der Waffenschmugglern auf der Spur ist, die für die Armee Gewehre an einen Indianerstamm liefern. In dem Actionkrimi Passaporto segnalato (1985) mit Marisa Mell in der weiblichen Hauptrolle, der im Dezember 1985 in die italienischen Kinos kam, war Mucari an der Seite von Adolfo Celi, Gabriele Tinti und Leopoldo Trieste zu sehen.
In dem Kriegsfilm Bridge to Hell (1986) von Umberto Lenzi, der teilweise mit minimalen Budget in Jugoslawien gedreht wurde, verkörperte Mucari den italienischen Infanteriesoldaten Mario Espozi. In dem Erotikfilm Schamlose Angela (1986), mit Anita Ekberg als Bordellbesitzerin Madame Rocchi in einer Gastrolle, spielte Mucari den von der Polizei gesuchten Hoteldieb Rocco, der sich in die weibliche Titelheldin Angela verliebt. Mucari hatte darin mehrere, relativ freizügige Sex-Szenen mit der weiblichen Hauptdarstellerin Michela Miti. In der italienisch-spanisch-mexikanischen Koproduktion La notte degli squali (1988), spielte Mucari, neben Treat Williams, der seinen Bruder darstellte, den Hai-Jäger und Kriminellen James Ziegler; Mucari verwendete hier den Namen Charles Mucary. In dem Erotikfilm Lady Chatterley Story (1989) spielte Carlo Mucari die Rolle von Herbert, dem Ex-Lover der weiblichen Hauptfigur, die mit ihm gemeinsam ihre alte erotische Vergangenheit wieder aufleben lässt. Auch hier spielte Mucari in mehreren, „bis an die Grenzen des Softcore-Genres gehenden“ Sex-Szenen. In dem Giallo und Erotikthriller Arabella l'angelo nero (1989) spielte Mucari Alfredo de Rosa, einen korrupten Polizeibeamten, der bei der Sitte arbeitet. Er vergewaltigt die weibliche Hauptdarstellerin und lässt sich sein Schweigen in einem Kriminalfall mit Sex bezahlen. In dem Kriminal- und Sexfilm Act of Revenge (1989) von Ninì Grassia war er als Polizeichef Marco Masili, der den Fall zu lösen versucht, neben Helmut Berger und Gabriele Tinti zu sehen. In dem Erotikfilm Verhängnisvolle Leidenschaft (1990) verkörperte Mucari den US-Navy-Offizier Kevin Desiato, der als Lustobjekt von drei Frauen begehrt wird. In dem Erotikfilm Tage der Lust (1991) spielte er neben Petra Scharbach den Lover Massimo. In dem italienischen Abenteuerfilm Bucks größtes Abenteuer (1991) spielte er, an der Seite von John Savage, den Sheriff Stewart.
In dem italienischen Independentfilm Trafitti da un raggio di sole (1995), der auf zwei Erzählungen von Salvatore Quasimodo basiert, spielte Mucari eine Hauptrolle, den Boxer Totò Carenna. In dem Historienfilm Il viaggio della sposa (1997) von Sergio Rubini war er als Garnisonskommandant Capitano Palagano zu sehen.
2003 wirkte Mucari in dem teilweise als Giallo geführten, im 8-mm-Format produzierten, nur auf DVD erschienenen Horrorfilm Snuff Killer – La Morte in Diretta von Bruno Mattei mit. Er spielte den mysteriösen Charakter Peter.  Mucari selbst gibt zu, den fertigen Film nie gesehen zu haben. Gelegentlich war er danach noch im Fernsehen zu sehen, so in der italienischen Fernsehserie Don Matteo (2004). Mucaris Filmkarriere ist mittlerweile als weitgehend beendet anzusehen.
Mucari war in den letzten Jahren als Sänger und Rezitator aktiv. In seiner Heimatstadt Velletri gab er 2011 eine Lesung mit Texten des italienischen Dichters Aurelio Picca.
Im Januar 2013 trat er im Palazzetto dello Sport von Cori mit Liedern des italienischen Liedermachers Fabrizio De André auf. Im Sommer 2014 war er Juror beim Nachwuchsmusikfestival „Festival dei Castelli Romani“. Im November 2014 trat Mucari im Teatro Aurora in Velletri mit einem Solo-Programm, das den Titel „Er Gigante. La malinconia di un tempo piccolo. Lo spettacolo dedicato a Califano“ trug, auf. In dem Programm sprach er Texte von Franco Califano und sang auch dessen Lieder.
Mucari lebt (Stand: April 2015) in seiner Geburtsstadt Velletri.

## Filmografie (Auswahl)
- 1981: Peccato originale
- 1982: Parole e Sangue (TV-Mini-Serie)
- 1983: Quer pasticciaccio brutto de via Merulana (TV-Mini-Serie)
- 1983: Favoriti e vincenti
- 1984: Chewingum
- 1985: Tex und das Geheimnis der Todesgrotten (Tex e il Signore degli abissi)
- 1985: Passaporto segnalato
- 1986: Schamlose Angela (La dolce pelle di Angela)
- 1987: Bridge to Hell (Un ponte per l'inferno)
- 1987: Brothers in Blood (La sporca insegna del coraggio)
- 1988: Sei delitti per padre Brown (TV-Serie)
- 1988: Shark – Stunde der Entscheidung (La notte degli squali)
- 1988: Rausch der Begierde (Pathos - Segreta inquietudine)
- 1989: Lady Chatterley Story (La storia di Lady Chatterley)
- 1989: Arabella l'angelo nero
- 1989: Act of Revenge (La puritana)
- 1990: Verhängnisvolle Leidenschaft (Provocazione fatale)
- 1991: Tage der Lust (Tre giorni d'amore)
- 1991: Bucks größtes Abenteuer (Buck ai confini del cielo)
- 1995: Trafitti da un raggio di sole
- 1997: Il viaggio della sposa
- 2000: Tequila & Bonetti (TV-Serie)
- 2001: Amarsi può darsi
- 2003: Snuff Killer – La Morte in Diretta (La morte in diretta)
- 2004: Don Matteo (TV-Serie)